# Henry Moses Pollard

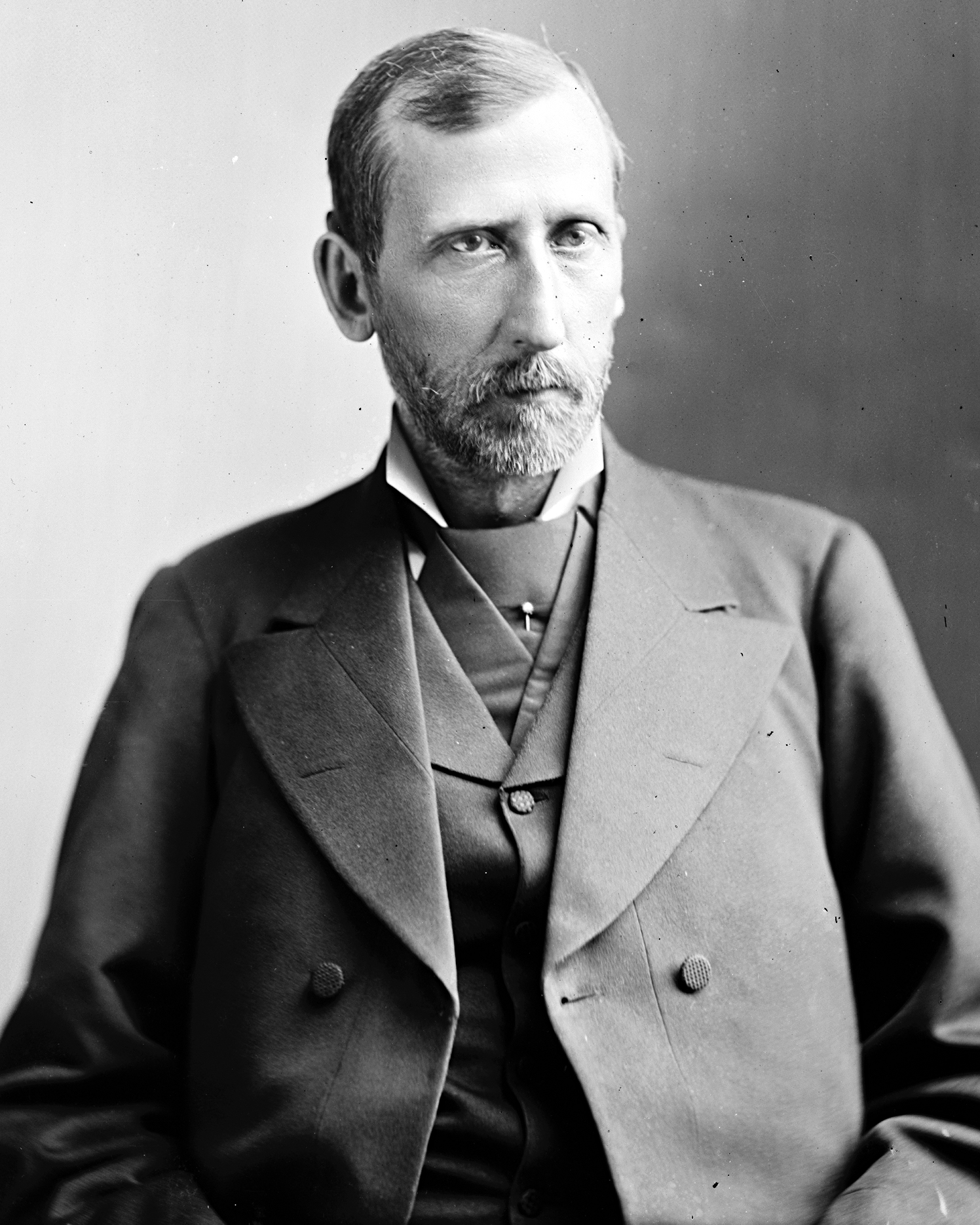
Henry Moses Pollard

Henry Moses Pollard (* 14. Juni 1836 in Plymouth, Windsor County, Vermont; † 24. Februar 1904 in St. Louis, Missouri) war ein US-amerikanischer Politiker. Zwischen 1877 und 1879 vertrat er den Bundesstaat Missouri im US-Repräsentantenhaus.

## Werdegang
Henry Pollard besuchte die öffentlichen Schulen seiner Heimat und danach bis 1857 das Dartmouth College in Hanover (New Hampshire). Nach einem anschließenden Jurastudium in Milwaukee (Wisconsin) und seiner 1861 erfolgten Zulassung als Rechtsanwalt begann er in diesem Beruf zu arbeiten. Während des Bürgerkrieges war er Major im Heer der Union. Im Jahr 1865 zog Pollard nach Chillicothe in Missouri, wo er als Anwalt praktizierte. Gleichzeitig begann er als Mitglied der Republikanischen Partei eine politische Laufbahn. Im Jahr 1874 wurde er zum Bürgermeister von Chillicothe gewählt; 1876 wurde er Bezirksstaatsanwalt.
Bei den Kongresswahlen des Jahres 1876 wurde er im zehnten Wahlbezirk von Missouri in das US-Repräsentantenhaus in Washington, D.C. gewählt, wo er am 4. März 1877 die Nachfolge von Rezin A. De Bolt antrat. Da er im Jahr 1878 dem Demokraten Gideon Frank Rothwell unterlag, konnte er bis zum 3. März 1879 nur eine Legislaturperiode im Kongress absolvieren. Nach seinem Ausscheiden aus dem US-Repräsentantenhaus zog Pollard nach St. Louis, wo er als Anwalt tätig war. Dort ist er am 24. Februar 1904 auch verstorben.